# Stifado

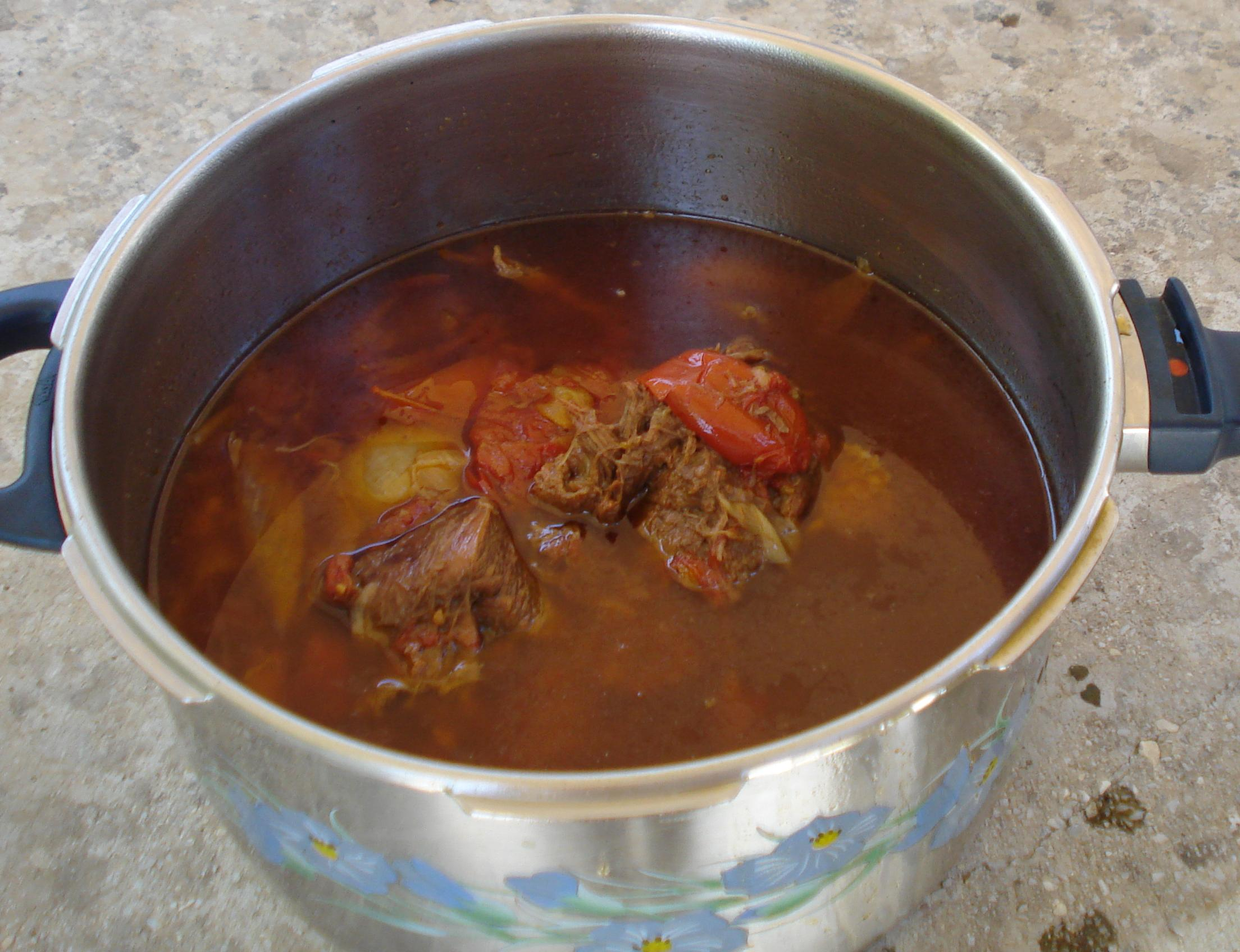
Elaboració de l'stifado grec.

Stifado (grec: στιφάδο) és un plat típic de la cuina grega, elaborat a base de cebes menudes i carn de vedella, de conill (recepta tradicional però no tan comú com la de vedella), o fins i tot de porc senglar. També s'hi afegeix vi negre.